# Magyarország berlini nagykövetsége
Magyarország berlini nagykövetsége (németül:  Ungarische Botschaft in Berlin) hazánk legfontosabb külképviseleteinek egyike, Magyarország és Németország kapcsolatainak kiemelt intézménye. A németországi követségünk – a megnyitás sorrendjében – a negyedik volt a monarchia felbomlása után. A követség Berlinben, az Unter den Linden 76. szám alatt található, nagykövetünk 2015 novembere óta Györkös Péter.

## Története
A monarchia idején a külügyeket Bécs intézte, így - bár voltak magyar nemzetiségű követek - önálló magyarországi diplomáciai állomásról csak az 1918 után lehet beszélni. A berlini követség a bécsi, berni és a vatikáni után negyedikként megnyitott képviseletünk volt a monarchia felbomlását követően. 1920-ban az osztrákokkal közös elhatározással eladtuk a berlini követségi palotát (a Kronprinzenufer 14. alatt állt, ma: Bettina-von-Arnim-Ufer). Követségünk 1921-ben a Corneliusstraße 8-ban volt, első követünk Emich Gusztáv lett. Németország fasizálódásával és Magyarország jobbratolódásával egyre fontosabb lett a német misszió, melynek vezetői is egyre nagyobb formátumú diplomaták köréből kerültek ki: 1925-ben Kánya Kálmán, későbbi külügyminiszterünk, 1935-ben Sztójay Döme, későbbi miniszterelnökünk, mindketten a német orientáció feltétlen hívei, Sztójayt háborús bűnösként kivégezték 1946-ban. Az utolsó képviseletvezető a világháború befejezése előtt Bothmer Károly lett, akit 1944. július 1-jén neveztek ki.

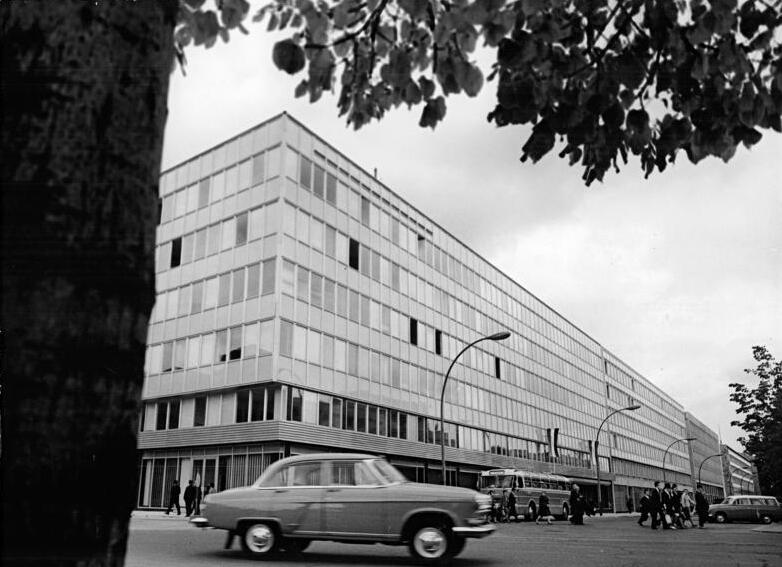
A magyar nagykövetség épülete 1966-ban az Unter den Lindenen

A második világháborút követően Németország kettészakadt: a szovjet megszállási övezetből Német Demokratikus Köztársaság (NDK), az amerikai-brit-francia övezetből Nyugat-Németország (Német Szövetségi Köztársaság, NSZK) néven lett két különálló állam. Az NSZK-val Magyarország csak 1973-ban vette fel a diplomáciai kapcsolatot, az ott nyitott képviseletünk Magyarország bonni nagykövetsége lett. Az NDK fővárosa továbbra is Berlin (Kelet-Berlin) maradt, így a berlini követség voltaképpen az NDK-ban működő képviseletünk lett. Kezdetben a berlini szovjet parancsnokságnál volt csak képviselőnk – Horváth Imre (1948-49 között) –, majd ugyanő lett az első követünk, igaz, mindössze egy hónapra. Viszonylag hamar, 1953-ban nagyköveti szintre emelték a diplomáciai missziót.
1990-ben, Németország újraegyesítését követően két nagykövetségünk is volt az országban: Bonnban és Berlinben. 1990 és 1999 között a bonni képviseletünk tartotta meg nagykövetségi rangját és funkcióit, a berlini intézmény a bonni hivatalaként működött. Ekkor azonban Bonnból Berlinbe költöztették a nagykövetséget, amely így 1999. augusztus 15-től visszanyerte korábbi funkcióját. A magyar kormány az Unter den Lindenen található régi követségi épületet lebontatta, és Sylvester Ádám építész tervei alapján 2001-ben új irodaépületet építtetett.